# Clostridium lentocellum
Clostridium lentocellum è una specie di batterio appartenente alla famiglia delle Clostridiaceae.